# Nowy Cmentarz w Zagórzu
Nowy Cmentarz w Zagórzu – cmentarz na terenie miasta Zagórza.
Pochodzi z początku XX wieku. Znajduje się stoku na południowo-zachodnim stoku wzniesienia Terepków
Na cmentarzu znajduje się masowa mogiła żołnierzy Wojsk Ochrony Pogranicza zamordowanych przez UPA w Jasielu w marcu 1946 (masowy pogrzeb odbył się 20 czerwca 1946).
Ponadto pochowani są:
- Alojzy Bełza (1900-1976), legionista, żołnierz błękitnej Armii, uczestnik wojny polsko-bolszewickiej, oficer Armii Krajowej.
- Leon Florek (1903-1981), podoficer Wojska Polskiego, żołnierz Armii Krajowej i partyzantki antykomunistycznej.
- dr Jan Puzdrowski (1877-1935), lekarz kolejowy w Zagórzu, konzulent sanitarny, prezes zagórskiego gniazda PTG „Sokół”.
- ks. Józef Ręgorowicz (zm. 1914)
- Rodzina Batruchów: Jerzy Batruch (1931-2004, sportowiec narciarski, trener, działacz sportowy, ratownik GOPR).
- Rodzina Porębskich, w tym: ks. kan. Antoni Porębski (proboszcz parafii pw. Przemienienia Pańskiego w Sanoku).
- Powstańcy styczniowi z 1863: Wincenty Ziemiański (1830-1911), Michał Ochęduszko (1843-1933)[4][5].
- Rodzina Skowronów, w tym: Stanisław Skowron (1885-1951, właściciel Skowronówki)
- Rodzina Strzeleckich, w tym: Walerian Strzelecki (1856-1933, urzędnik, działacz PTG "Sokół")
- Rodzina Szwedów, w tym Franciszek Szwed (1911-1989), prawnik, członek Obozu Wielkiej Polski, Młodzieży Wszechpolskiej i Stronnictwa Narodowego oraz Narodowej Organizacji Wojskowej.
- Rodzina Znamirowskich: Mieczysław (1902-1924), Franciszek (1877-1961, kolejarz, najstarszy teatralny aktor amator w Polsce[6]), Helena.
- Adam Miler (1922-2019), polityk